# Etheostoma jessiae
 Etheostoma jessiae és una espècie de peix de la família dels pèrcids i de l'ordre dels perciformes que habita a la conca del riu Tennessee a Alabama, Virgínia, Carolina del Nord, Tennessee i Geòrgia. d'aigua dolça, bentopelàgic i de clima temperat (37°N-34°N). Acostuma a viure a basses de fons rocallós, rierols d'aigües netes i rius petits de corrent ràpid.
Pot assolir els 6,8 cm de llargària màxima (tot i que la mida normal és de 4,2).